# Broadcast (album de Cutting Crew)
Pour les articles homonymes, voir Broadcast.
Albums de Cutting Crew
The Scattering
(1989)
Singles
Broadcast est le premier album studio publié le 30 juillet 1986 par Cutting Crew sur le label Virgin Records. Tous les titres ont été coproduits par le groupe avec Terry Brown à l'exception de I've Been in Love Before produit par Steve Thompson et Michael Barbiero. Le single (I Just) Died in Your Arms a été coproduit par le groupe, Terry Brown et John Jansen et reste à ce jour le plus célèbre titre du groupe, s'étant classé numéro 1 du Billboard Hot 100 le 2 mai 1987.
L'album s'est classé à la seizième place du Billboard 200 le 23 mai 1987 et a obtenu la certification de disque d'or par la RIAA le 3 juin 1987.

## Cutting Crew
- Nick Van Eede : chant, guitare rythmique, claviers
- Kevin Scott MacMichael : guitare solo, Emulator, chœurs
- Colin Farley : guitare basse, piano, chœurs
- Martin Beadle : batterie, percussions, chœurs

### Musiciens additionnels
- Peter-John Vettese – séquenceur (1), claviers (2, 4-10)
- Pete Adams – séquenceurs (2, 9)
- David LeBolt – claviers (3)
- Pete Woodroffe – Fairlight CMI (9, 10)
- Chris Townsend – basse (4)
- Jimmy Maelen – percussions (3)
- Gary Barnacle – saxophone (7, 8)
- The Elephant and Castle Yob Choir – chœurs (5)
- Peter Birch – chœurs (6)

## Liste des chansons
| No  | Titre                      | Paroles      | Musique                            | Durée |
| --- | -------------------------- | ------------ | ---------------------------------- | ----- |
| 1.  | Any Colour                 | Van Eede     | Kevin Scott MacMichael             | 4:57  |
| 2.  | One for the Mockingbird    | Van Eede     | Van Eede                           | 4:23  |
| 3.  | I've Been in Love Before   | Van Eede     | Van Eede                           | 5:29  |
| 4.  | Life in a Dangerous Time   | Van Eede     | Van Eede                           | 4:34  |
| 5.  | Fear of Falling            | Van Eede     | MacMichael                         | 4:50  |
| 6.  | (I Just) Died in Your Arms | Van Eede     | Van Eede                           | 4:41  |
| 7.  | Don't Look Back            | Van Eede     | MacMichael                         | 4:12  |
| 8.  | Sahara                     | Steve Boorer | Van Eede                           | 4:49  |
| 9.  | It Shouldn't Take Too Long | Van Eede     | MacMichael, Farley, Beedle, Norman | 4:05  |
| 10. | The Broadcast              | Van Eede     | Chris Townsend                     | 6:33  |